# Memoria para reincidentes

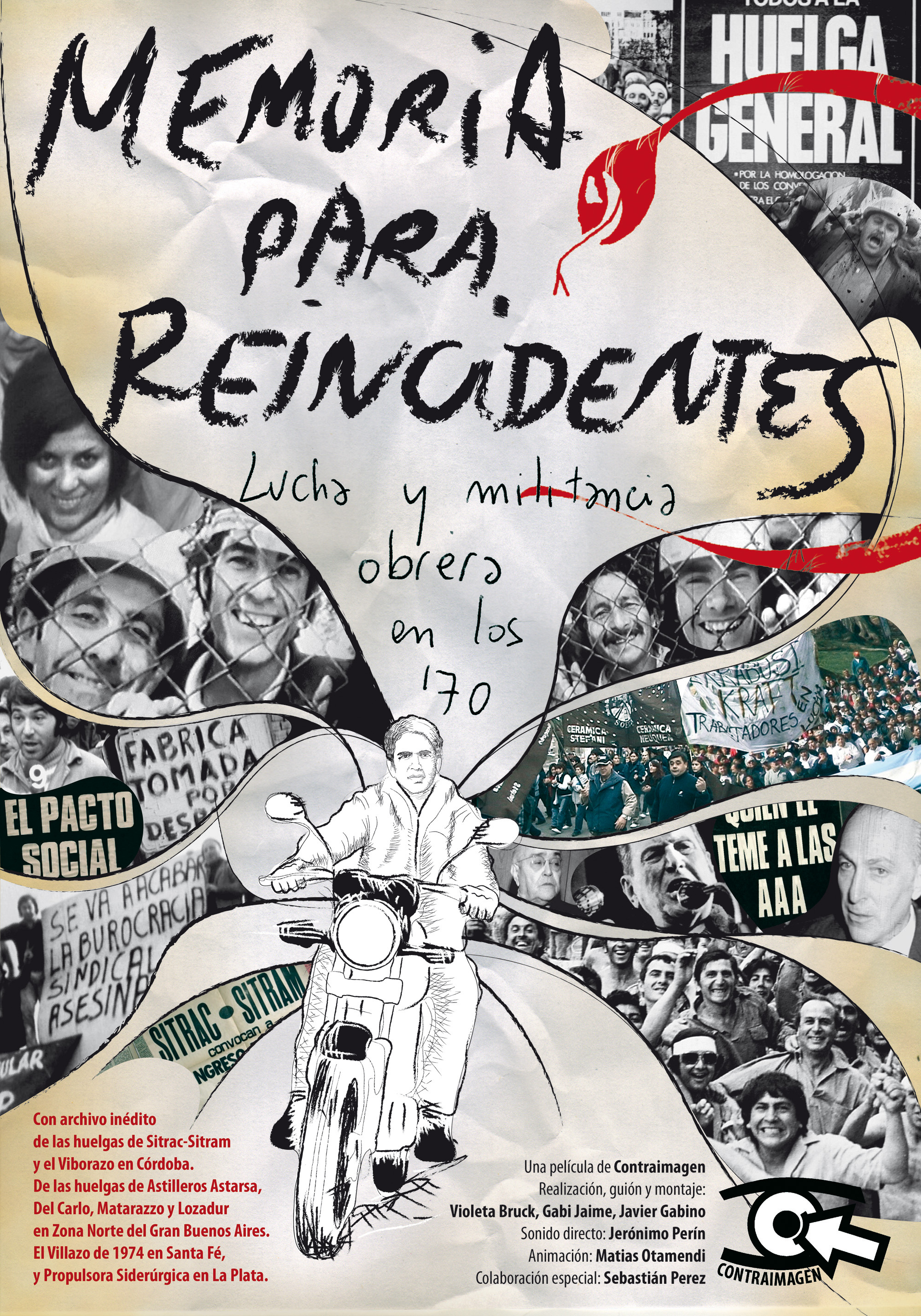
Memoria para reincidentes

Memoria para reincidentes es un documental argentino que trata sobre la lucha y la militancia obrera durante los años 70 en Argentina, realizado de manera colectiva por Violeta Bruck, Gabriela Jaime y Javier Gabino, integrantes del grupo de Cine Contraimagen. Se estrenó en marzo de 2012 y su producción llevó más de cinco años de investigación, recopilación de testimonios y archivos inéditos hasta ese momento, lo cual lo convirtió en una referencia obligada para los estudios históricos sobre el movimiento obrero argentino. El documental indaga la "década del 70" desde la historia oral, los testimonios y las experiencias personales de dirigentes y delegados obreros de la época. Sus protagonistas están relacionados con distintas expresiones de la izquierda de ese país (guevarista, trotskista, maoísta, socialista) enfrentados a las direcciones oficiales de los sindicatos tradicionales: la "burocracia sindical peronista". Por esta perspectiva la película aporta un punto de vista original sobre los años ´70 (década sobre la cual existe un debate histórico en Argentina), y "se considera que renueva las producciones audiovisuales sobre el tema realizadas hasta el momento". El abordaje histórico es de orientación trotskista.
En su tratamiento la película presenta “los 70” como un mosaico de experiencias quebrado por el tiempo y el espacio. La trama se desarrolla entre el año 1969 y 1976. El 29 de mayo de 1969 estalla en la ciudad industrial más importante del interior de Argentina una semiinsurrección obrera y estudiantil emblemática conocida como "Cordobazo" que abre un período de auge revolucionario en este país de Sudamérica; y el 24 de marzo de 1976 es la fecha en que se impone un golpe militar que desatará un genocidio con al menos 30 000 detenidos desaparecidos, la mayoría de los cuales fueron trabajadores (según data el informe de CONADEP). Dentro de ese período el documental narra cuatro historias colectivas separadas por la geografía y por su propio clima político y social. En sus cuatro capítulos pueden verse: Los sindicatos “clasistas” de FIAT Córdoba hasta 1971; las tomas de fábrica en la zona norte del gran Buenos Aires bajo el gobierno de Perón; las huelgas conocidas como "Villazos" en la ciudad de Villa Constitución, provincia de Santa Fe en 1974/1975; y la huelga general conocida como "Rodrigazo" en 1975, la primera huelga general que enfrentó al peronismo en el gobierno.
Sumado a los testimonios de los protagonistas directos (dos de los cuales fallecieron durante el rodaje), uno de los valores más reivindicados de este documental es el material de archivo inédito con el que cuenta, tanto fílmico como fotográfico, recopilado en fuentes estatales, instituciones privadas, sindicales, y fuentes personales. Muchos de los cuales salieron a la luz después de décadas de ocultamiento.
El nombre de la película también generó controversia, Memoria para reincidentes hace referencia a la necesidad de un puente entre el pasado y el presente desde la mirada marxista de sus directores. El concepto de reincidencia asociado a la ley y el código penal, es resignificado para aludir a la necesidad de retomar ideales revolucionarios y anticapitalistas en el presente. Sus directores pertenecen también al Canal TVPTS "al canal de la izquierda" en Argentina que produjo el documental.

## Sinopsis
La película se divide en cuatro capítulos, cuatro historias colectivas separadas por la geografía, por el tiempo y por su propio “clima” político social. Durante el filme cada capítulo “cambia todo”, es otra geografía, otros personajes y otra situación política, pero la narración es “cronológica” y tiene continuidad. El documental presenta así la historia de la vanguardia obrera de “los 70” como un mosaico de experiencias quebrado por el tiempo y el espacio, que si bien se desarrollan y tienen claros puntos comunes, en lo fundamental están en discontinuidad. Los testimonios de los protagonistas ya viejos del presente que van a los lugares donde se desarrollaron los hechos, se combinan con archivo donde muchas veces se los ve jóvenes a la cabeza de los conflictos narrados; el archivo no es utilizado de manera ilustrativa, sino que construye la historia en un presente constante.
Su primer capítulo comienza con la toma de la fábrica FIAT en la ciudad de Córdoba (Argentina)en el año 1971, que se enfrenta directamente a la dictadura militar que gobierna el país. Los trabajadores luchan en defensa de los delegados que habían sido despedidos por la empresa italiana. Con métodos radicales y violentos de lucha, como la toma de fábrica rodeando el predio con tanques de combustible unidos por mechas y preparados para estallar, la toma de los directivos de la empresa como rehenes, terminan ganando la huelga.
Su segundo capítulo comienza con la toma del Astillero Astarsa en la zona Norte del Gran Buenos Aires ante la muerte en un accidente de trabajo de un operario. La lucha obrera también es con métodos radicales, rodeando el predio con tanques de combustible, tomando de rehenes a los empresarios, pero se desarrolla con el peronismo en el poder. Aunque el nuevo gobierno intenta desactivar el conflicto con promesas, no puede hacerlo y debe ceder a todas las demandas.
Su tercer capítulo se concentra en los dos "Villazos". En 1974 la izquierda le gana a la burocracia sindical peronista la seccional del pueblo de "Villa Constitución" y esta desconoce las elecciones. Ante esto se toman las plantas industriales con métodos de lucha radicales, con los directivos como rehenes y tanques de combustible que rodean el predio, ante lo cual la burocracia debe ceder y promover nuevas elecciones libres y democráticas del sindicato. El peso de la nueva dirección sindical es tan grande que incluso convoca a un plenario nacional de la vanguardia obrera de la época, que debate que estrategia seguir para coordinar política y organizativamente los procesos de lucha de todo el país, pero que en gran medida fracasa.
Su cuarto capítulo comienza a abordar una mirada desde el presente, aunque el desarrollo se concentra en la gestación del "Rodrigazo", la primera huelga general que los trabajadores argentinos realizan a un gobierno peronista. El nuevo ministro de economía en 1975 Celestino Rodrigo, anuncia un paquete de medidas económicas de corte conservador que ataca conquistas de los trabajadores, y provoca una subida de precios exorbitante, enorme inflación que genera un malestar social de gran magnitud. En esta situación se declara la huelga general, el gobierno de Isabel Peron se tambalea pero no cae, aunque deben renunciar el ministro Celestino Rodrigo y hasta López Rega (responsable de la Triple A -Alianza Anticomunista Argentina).
Los últimos minutos del documental se dedican a reflexiones de los protagonistas sobre esta historia que abren una reflexión hacia el presente, y se posicionan por la necesidad de construir un partido revolucionario de los trabajadores en Argentina.

## Protagonistas
Del primer capítulo
Francisco “petiso” Páez: Fue dirigente y fundador del SITRAC-SITRAM (primer sindicato clasista de los trabajadores de Fiat surgido luego del Cordobazo). Su testimonio fue grabado en 2005 para este documental, meses más tarde falleció. Falleció durante el rodaje del filme. Se realizaron homenajes en la ciudad de Córdoba luego de su muerte.
Gregorio Flores: Dirigente y fundador del SITRAC-SITRAM (primer sindicato clasista de los trabajadores de Fiat surgido luego del Cordobazo). Estuvo preso en Trelew junto a Agustín Tosco. Integró el Partido Revolucionario de los Trabajadores (PRT) en los ´70, más tarde militaría en Política Obrera (hoy Partido Obrero). A los 76 años falleció en Córdoba el 10 de noviembre de 2011.
Susana Fiorito: En los años 70 se mudó a Córdoba, junto a su marido el escritor Andrés Rivera, para colaborar en la prensa del SITRAC-SITRAM. Hasta el día de hoy conserva el archivo completo de este sindicato, más de 50 cajas con volantes, actas, afiches, periódicos, notas tomadas a mano, del Sitrac, material de consulta de historiadores, periodistas, investigadores. Fundó y trabaja hasta el día de hoy en la “Biblioteca Popular de Bella Vista” en Córdoba.
Coco Luna: Fue delegado del SITRAC-SITRAM, estuvo preso en la cárcel de Trelew en donde forjó una amistad con el dirigente Agustín Tosco, cuando salió de la cárcel se convirtió en secretario personal de Agustín Tosco en el sindicato de Luz y Fuerza. Trabajó en Luz y Fuerza hasta jubilarse, y participó de todas las luchas en los años 90 en contra de la privatización.
Del segundo capítulo
Carlos Morelli: Fue delegado de Astilleros Astarsa, sobreviviente de una fábrica que cuenta con casi 30 trabajadores desaparecidos.
Oscar Bonatto: Fue delegado de la autopartista Del Carlo, sus testimonios aparece en el filme La República perdida.
Del tercer capítulo
Roberto “Pepe” Kalauz: Dirigente del segundo Villazo. Fue uno de los delegados al Comité de Lucha que mantuvo la huelga de 60 días.
Oscar “Chiche” Hernández: Participó en el primer y segundo “Villazo” como estudiante secundario, acompañando a su padre, delegado de Acindar que fue protagonista de la lucha, y a su madre integrante de la comisión de mujeres.
Del cuarto capítulo
José Montes: militante en el PST (Partido Socialista de los Trabajadores) en el año 1973, hoy es dirigente nacional del Partido de los Trabajadores Socialistas (PTS) y fue candidato a gobernador de la provincia de Buenos Aires por el Frente de Izquierda y los Trabajadores (FIT) en 2011.

## Archivo inédito
El filme sacó a la luz archivo fílmico y fotográfico inédito hasta el momento, recuperado de diversas fuentes sobre Córdoba y el SITRAC-SITRAM (en su mayoría resguardado en el CDA (Centro de Documentación Audiovisual) de la UNC (Universidad Nacional de Córdoba), sobre Astillero Astarsa, del Museo del Cine Pablo Ducrós Hicken, sobre Matarazzo, Del Carlo, Lozadur, recuperadas del material de “descarte” de los noticieros del Canal 9 y obrantes en el Museo del Cine, sobre Villa Constitución, recuperadas a partir del trabajo fotográfico de Manzino, un fotógrafo institucional de Acindar, de los archivos de la UOM y del Archivo de la DIPBA - Comisión Provincial por la Memoria. y sobre el Rodrigazo, fotografías aportadas por el historiador trotskista Ernesto González, del archivo del periódico Avanzada Socialista, también diarios, archivos del CEIP (Centro de Estudios, investigaciones y publicaciones "Leon Trotsky"), Cedinci (Centro de Documentación e Investigación de la Cultura de Izquierdas en la Argentina), el Archivo General de la Nación, la Biblioteca del Congreso Nacional, el sitio web Ruinas Digitales, y material comprado a distintos espacios privados, fueron parte del conjunto de recursos que aportaron a este film.

## Realizadores
Violeta Bruck, Gabriela Jaime, Javier Gabino: Son miembros del grupo de Cine Contraimagen y militantes del Partido de los Trabajadores Socialistas (PTS). Realizan audiovisuales desde el año 1997, sobre luchas sociales y de DDHH, cortos y largos documentales sobre experiencias del movimiento obrero de la última década. También cuentan con documentales como Ellos se atrevieron sobre la Revolución Rusa de 1917 (2007), Revolución y Guerra Civil en España (2006), el mediometraje de ficción Mi nombre es Trotsky” (2012), la serie de ficción Marx ha vuelto (2014) y La internacional del fin del mundo (2019) entre otras realizaciones. En 2009 formaron parte de TVPTS, la primera experiencia de tv por Internet de la izquierda Argentina. Desde el 16 de septiembre de 2015 son parte del impulso del área audiovisual de La Izquierda Diario donde también realizan crítica de Cine, entrevistas y artículos sobre cultura.

## Equipo técnico
- Realización, guion y montaje: Violeta Bruck, Gabi Jaime, Javier Gabino

- Cámara: Gabi Jaime, Javier Gabino

- Sonido directo: Jerónimo Perín

- Producción: Violeta Bruck

- Colaboración especial: Sebastián Pérez, Claudio Remedi

- Animaciones: Matias Otamendi, Javier Gabino

- Posproducción sonido: Horacio Almada

- Posproducción de color: Lucas Martelli

## Festivales y premios
Participó en la competencia oficial a mejor documental del 34° Festival Internacional del Nuevo Cine Latinoamericano de La Habana, Cuba (2012), obteniendo el premio colateral "Memoria" otorgado por el Centro Cultural Pablo de la Torriente Brau. Distintos medios reflejaron la distinción, y la presencia del film en el festival, como la agencia "Prensa Latina" de Cuba.
Participó en el FICIP, Festival Internacional de Cine Político 2013 (Argentina) en la "Sección sindical"; en la selección oficial del Canadian Labour international Film Festival 2013, en el FESAALP (Festival de Cine Latinoamericano de La Plata), entre otros.

## Público, repercusiones
El filme se estrenó en el Cine Gaumont de Buenos Aires y Artecinema e inició un recorrido por toda la Argentina. Estuvo en Cine Arteon de la Ciudad de Rosario, el Centro Cultural MALBA (Museo de Arte Latinoamericano de Buenos Aires)y el Cine Select de la Ciudad de La Plata. Sus directores reclaman una "exhibición militante" por lo cual realizaron funciones en cines de barrio, aulas de facultades, institutos terciarios y secundarios, centros culturales, bibliotecas. Se contabilizan proyecciones en huelgas y plazas.
Desde su estreno el film logró repercusión en la cultura de su país y generó debate, al mismo tiempo que una buena recepción. Patricio Guzmán: Cineasta. Director de “La batalla de Chile I, II, III”, “La memoria obstinada”, “Salvador Allende”, entre otras, dijo: "Me ha gustado mucho. Lo que vale en este momento es el rescate de esas acciones con sus personajes reales. La vida lo supera todo. La vida supera el cine en algunos casos (supera el montaje, la cámara o el sonido). Lo fundamental es atrapar a estos personajes con vida, llenos de vida aún, para proyectarlos a los jóvenes. Los archivos son estupendos. Un abrazo muy fuerte, muchas felicitaciones…”. El Director de cine documental David Blaustein, opinó que Hicieron este fantástico documental que se llama “Memoria para reincidentes y tiene un nivel cinematográfico super interesante” para quien estudie "los procesos de la izquierda revolucionaria, la izquierda insurreccional, se va a convertir en un material absolutamente imprescindible". El escritor Andrés Rivera planteó que su realización es un hecho "Para alegrarnos, el registro de los procesos de recuperación de la conciencia de la clase obrera en un film bien hecho".
En otros terrenos ha generado debates y contrapuntos sobre el balance de los años 70 en Argentina y el rol de las organizaciones políticas que actuaron en Argentina.
El film fue proyectado en la televisión de Argentina durante el año 2013 por la señal INCAA-TV perteneciente al Instituto Nacional de Cine y Artes Audiovisuales.
En diciembre del año 2013 el filme fue liberado en Internet por sus realizadores, a partir de esa fecha "Memoria para reincidentes" y puede verse completo en línea. El "estreno online" trajo nuevas opiniones sobre el documental de parte de historiadores del Movimiento Obrero argentino, como Pablo Pozzi (Historiador, autor del libro “Los setentistas. Izquierda y clase obrera: 1969-1976”, “Historias del PRT-ERP”), Alejandro Schneider (Historiador, autor del libro “Los setentistas. Izquierda y clase obrera: 1969-1976”, “Los compañeros”), Fernando Aiziczon (Profesor y Licenciado en Historia. Graduado en la Universidad Nacional del Comahue. Autor del libro “Zanon, una experiencia de lucha obrera”). Y nuevamente la opinión de documentalistas como "Coco" Blaustein (Documentalista, director de Cazadores de Utopías entre otras), o Humberto Ríos (Documentalista boliviano, nacido en 1925, profesor, camarógrafo, y compañero de Raymundo Gleyzer). Humberto Ríosescribió: "El documental me pareció absolutamente espléndido y sobre todo generoso con la Memoria. Fascinante el hecho de tener a los actores directos de esa historia de lucha de los trabajadores que de ahora en más tendrán en ellos testimonios reales y fecundos, directamente destinados a las nuevas generaciones. Fecundos por haber sido militantes de una causa justa y memoriosos para atesorar semejante historia que desde siempre, los enemigos de la clase obrera tratarán de ocultar.Pero le Memoria es grande y amplio como el mar. Difícil ocultar que el mar tiene oleajes. Y en cada ola que se arrime a la orilla vendrán los nombres de tantos compañeros desaparecidos. Ver esos rostros curtidos, esos ojos vibrantes, esos puños endurecidos y en alto, me estremecieron. Este documental tiene el destino de Memoria imborrable. Gracias, muchas gracias Javier, Gabi y Violeta. Les debo un momento maravilloso de intensidad inigualable."